# نيكولاس أندرسون
نيكولاس أندرسون (بالإنجليزية: Nicholas Anderson)‏ هو مجدف أمريكي، ولد في 3 فبراير 1975 في سبوكين في الولايات المتحدة.

## وصلات خارجية
- نيكولاس أندرسون على موقع الاتحاد الدولي للتجديف (الإنجليزية)